# 日本国憲法第10条
日本国憲法 第10条（にほんこくけんぽう だい10じょう）は、日本国憲法の第3章にある条文で、国民の要件について規定している。

## 条文
第十条日本国民たる要件は、法律でこれを定める。

## 解説
日本国民であること、すなわち日本国籍に関する要件をどう規定するかについては、日本国憲法は法律に全て委任している。具体的には、本条を受けた国籍法により規定されている。
同法によれば、日本国籍を取得するのは、以下の場合である。
- 出生による取得
  - 出生時に両親の一方が日本国民である場合
  - 出生前に父が死亡した場合で、その死亡時に父が日本国民であった場合
  - 日本で生まれ、両親がともに不明あるいは無国籍の場合
- 認知による取得
- 帰化による取得
  - 帰化申請が提出され法務大臣の許可が下った場合

このほか、領土の変更に伴う国籍の変更について条約で定めることも認められる。

## 沿革

### 大日本帝国憲法
第十八條日本臣民タルノ要件ハ法律ノ定ムル所ニ依ル

### GHQ草案
なし。

### 憲法改正草案要綱
なし。

### 憲法改正草案
なし。

## 関連訴訟・判例
国籍法（昭和59年法律45号改正前）2条1号に対する訴訟
アメリカ人の父と日本人の母の長女として出生したが、本条によって日本国籍を取得できなかった。また、父がアメリカ国籍の要件も満たしていなかったため、娘が無国籍者となってしまった。
争点：国籍法2条1号が父系優先血統主義を採用していたことは、憲法14条1項に違反しているかどうか。
第1審判決（東京地判昭和56・3・30行集33巻6号1374項）では、父系血統優先主義は重国籍防止のための必要性は認められたが、父母の不平等扱い正当化の根拠としては、不十分と判断された。しかし、国は日本人母の子で日本国籍を取得できない者に簡易帰化の制度を設けており、これを併せ伴う限りにおいては不合理な差別とまではいえないとして、14条、24条2項に違反しないとした。

## 関連条文
- 大日本帝国憲法第18条
- 国籍法

## 他の国々の場合
- 中華人民共和国憲法第33条
- 中華民国憲法第3条
- 大韓民国憲法第2条